# Войтович, Алексей Михайлович
Алексей Михайлович Войтович (12 марта 1927, с. Константиновка, Хабаровского края — 22 августа 1982, г. Комсомольск-на-Амуре) — советский хозяйственный, государственный и политический деятель, Герой Социалистического Труда.

## Биография
Родился в 1927 году в с. Константиновка Хабаровского края. Окончил 6 классов школы. Член КПСС с 1952 г.
В 1942 г. приехал в Комсомольск-на-Амуре и поступил в школу ФЗО при заводе «Амурсталь».
С 1944 г. заправщик, подручный сталевара (1945), сталевар (1949), старший мастер, начальник смены мартеновского цеха завода «Амурсталь».
Без отрыва от производства окончил горно-металлургический техникум.
С 1979 г. на пенсии.
Указом Президиума Верховного Совета СССР от 19 июля 1958 года присвоено звание Героя Социалистического Труда с вручением ордена Ленина и золотой медали «Серп и Молот». Награждён медалями «За трудовое отличие», «За трудовую доблесть», «За доблестный труд в Великой Отечественной войне 1941—1945 гг.».
Избирался депутатом Верховного Совета РСФСР 3-го и 4-го созывов.
Умер в 1982 году в Комсомольске-на-Амуре.